# Paraula fòssil
Una paraula fòssil és un mot preservat en una expressió o frase feta però que es troba inusat o fins i tot obsolet en qualsevol altre context. Una paraula fòssil és un mot que representa una fase antiga en l'evolució de la llengua.

## Examples en català
- ans, com en ans al contrari
- antuvi, com en de bell antuvi
- quòniam, com en tros de quòniam
- trinca, com en nou de trinca